# Автозасмага
Автозасмага — штучна засмага, яка утворюється на шкірі за рахунок перефарбовування верхнього шару шкіри, при цьому не потрібний вплив сонячних променів. Дія автозасмаги на шкіру індивідуальна і залежить від типу шкіри і деяких інших характеристик. Практично всі види автозасмаги сушать шкіру.

## Види автозасмаги
Бронзанти — спеціальна фарба, яка наноситься на шкіру, але не вбирається в неї. Така засмага тримається кілька годин і без особливих зусиль змивається водою. Так як контакт зі шкірою мінімальний, бронзанти безпечні для здоров'я.
Автобронзати — фарбувальний склад, який при нанесенні на шкіру реагує з роговим шаром, перефарбовуючи його в темний колір. Така засмага тримається кілька діб.

## Використання автозасмаги
При використанні автозасмаги слід керуватися інструкцією із застосування купленої автозасмаги.
В основному автозасмагу використовують наступним чином:
1. Перед нанесенням автозасмаги на тіло слід перевірити вплив крему на невеликій ділянці шкіри. Якщо результат влаштовує, то можна наносити крем на все тіло.
2. На ділянках нанесення автозасмаги видалити волосся, яке буде заважати отриманню рівної засмаги
3. Перед процедурою слід прийняти душ, шкіра повинна бути чистою і сухою.
4. Наносити засіб для засмаги рекомендується з ніг до плечей. Крем потрібно наносити тонким рівномірним шаром. Виняток становлять такі зони, як коліна, лікті, щиколотки. Ці зони дуже сприйнятливі до штучної засмаги, на них автозасмага наноситься в меншій кількості.
5. При нанесенні засобу на обличчя використовують вату, не фарбуючи повіки і губи.
6. Після процедури засіб повинен вбратися, не можна надягати одяг близько 30-40 хвилин після нанесення крему.
7. Після процедури необхідно вимити руки з милом.
8. Для підтримки відтінку засмаги, наносити автозасмагу кожні 3-4 дні.[3]